# Meransko Vojvodstvo
Meransko Vojvodstvo (dux Meranie, Herzogtum Meranien) je bila kratkotrajna carska država (Status Imperii , Reichsstand) u Hrvatskoj na području povijesne regije Meranije. Hohenstaufenska je politika od ovog napravila carski feud. Uspostavio ju je Fridrik I. Barbarossa, izabrani rimsko-njemački kralj 1152. godine.
Nosilo je i ime Dalmatinskog Vojvodstva jer je pokrivala područje sjeverne dalmatinske obale. Ime Meranije dolazi od latinskog mare (more), vjerojatno zbog toga što se odnosilo na obalni pojas Kvarnerskog zaljeva zapadno od Rijeke, koji je pripadao carskog Istarskoj marci.
Vojvode Meranskog Vojvodstva bili su:
- Konrad II. Dachau (Konrad I. Meranski) iz obitelji Scheyern-Dachau od oko 1153. do 1159,
- Konrad III. Dachau (Konrad II. Meranski) iz obitelji Scheyern-Dachau od 1159. do 1182.
- Berthold IV. Andechs 1180./82. do 1204., iz obitelji Dießen-Andechs
- Otto VII. Andechs (Otto I. Meranski) od 1204. do 1234.,
- Otto VIII. Andechs (Otto II. Meranski) od 1234. do 1248.

Naslovom meranskih vojvoda kitili su se poslije vladari iz kuća Wittelsbach i Andechs.